# Bandiera delle Isole Falkland
La bandiera delle Isole Falkland territorio britannico è oggetto di rivendicazioni da parte dell'Argentina. In ogni caso, dal momento che le isole sono sotto giurisdizione britannica, de jure e de facto la bandiera ufficiale è quella coloniale britannica, adottata dal 1876 ha avuto subito alcune variazioni in base allo stemma fino al 29 settembre 1948 quando è diventata ufficiale quella attuale, con una modifica nel 1999 quando è stato tolto il disco bianco e ingrandito lo stemma delle isole. Durate la breve occupazione argentina nell'ambito della guerra delle Falkland fu innalzata la bandiera dell'Argentina.
La bandiera segue il classico schema dei vessilli coloniali britannici, con sfondo blu e la Union Jack nell'angolo superiore sul lato del pennone e lo stemma delle Isole Falkland sulla parte al vento.
Il governo argentino non riconosce tale bandiera, sostenendo che le Isole Malvine (nome spagnolo delle isole) facciano parte della provincia di Terra del Fuoco e che pertanto debba essere utilizzata la bandiera di quella provincia.

## Elenco delle bandiere
| Bandiera | Data                                  | Uso                           | Descrizione |
| -------- | ------------------------------------- | ----------------------------- | --- |
|          | 1876 - 1925                           | Bandiera delle isole Falkland | La bandiera del territorio, con l'emblema coloniale delle isole Falkland                                                 |
|          | 1925 - 1948                           | Bandiera delle isole Falkland | La bandiera del territorio con l'emblema coloniale                                                                       |
|          | 1948 - Aprile 1982 Giugno 1982 - 1999 | Bandiera delle isole Falkland | La bandiera del territorio con lo stemma delle isole Falkland su un disco bianco                                         |
|          | -1999                                 | Insegna civile                | La Red Ensign britannica con l'Union Flag nel cantone e lo stemma delle isole Falkland su un disco bianco                |
|          | 1999 - oggi                           | Insegna civile                | La Red Ensign britannica con l'Union Flag nel cantone e lo stemma delle isole Falkland ingrandito senza il disco bianco. |
|          | 1999 - oggi                           | Bandiera delle isole Falkland | La bandiera del territorio con lo stemma delle isole Falkland ingrandito senza il disco bianco                           |

## Bandiere del governo
| Bandiera | Data      | Uso                                           | Descrizione                                                           |
| -------- | --------- | --------------------------------------------- | --------------------------------------------------------------------- |
|          | 1876–1925 | Bandiera del governatore delle Isole Falkland | Una Union Flag deturpata con l'emblema della colonia dal 1876 al 1925 |
|          | 1925–1948 | Bandiera del governatore delle Isole Falkland | Una Union Flag deturpata con l'emblema della colonia dal 1925 al 1948 |
|          | 1948–1999 | Bandiera del governatore delle Isole Falkland | Una Union Flag deturpata con l'emblema della colonia dal 1948 al 1999 |
|          | 1999–oggi | Bandiera del governatore delle Isole Falkland | Una Union Flag deturpata con l'emblema della colonia dal 1999 ad oggi |